# 美間優槻
美間 優槻（みま ゆうき、1994年5月26日 - ）は、徳島県鳴門市出身の元プロ野球選手（内野手）。右投右打。

## 経歴

### プロ入り前
野球をしていた6歳上の兄についていき、3歳からバットとボールを握り、自然と野球を始めていた。鳴門市林崎小学校を経て、鳴門市第二中学校では軟式野球部に所属。
鳴門工業高等学校では、2年時夏から4番・エースを務める。夏は、徳島大会準々決勝で小松島高等学校に3-4でサヨナラ負けを喫した。3年に進級すると同時に鳴門第一高との統合により新設された鳴門渦潮高に編入。新校の初代4番・エースとなり挑んだ夏の徳島大会では全5試合に先発登板し、初戦の城西高戦では2四球13奪三振でノーヒットノーランを達成した。準決勝の川島高等学校戦では7回に勝ち越しとなる2ランホームランを放ち、創部4ヶ月での決勝進出に貢献する。しかし、決勝では鳴門高等学校に3-6で敗退した。高校通算28本塁打。
2012年10月25日に行われたプロ野球ドラフト会議で広島東洋カープから5位指名を受け、契約金推定3000万円、年俸推定500万円で契約した。高校時代は最速144km/hの本格派投手だったが、打撃のセンスを買われ、内野手として入団した。

### 広島時代

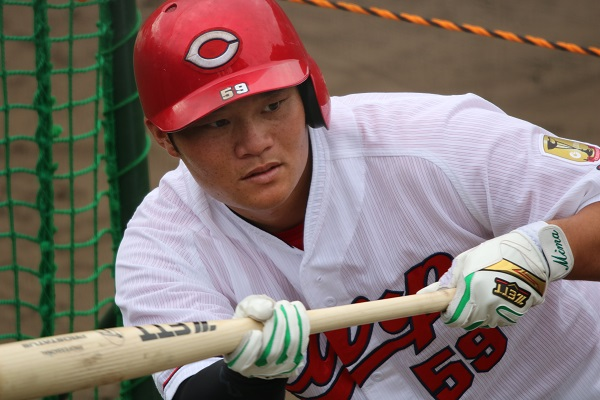
広島時代（2017年10月7日 天福球場にて）

2014年（2年目）は、9月に二軍で4本塁打・20打点の成績を残し、9月度のファーム月間MVPを受賞した。
2015年開幕カード3月28日の東京ヤクルトスワローズ戦でプロ初出場をスタメンで飾るも、その1試合の出場に終わった。
2018年、開幕を一軍で迎え、自己最多となる30試合に出場し、打率.139、1打点の成績を残した。

### ソフトバンク時代
2018年7月22日に曽根海成との交換トレードで福岡ソフトバンクホークスへの移籍が発表された。
2019年、4月21日の埼玉西武ライオンズ戦（メットライフドーム）にて、9回表にプロ初本塁打を記録した。しかしシーズン全体ではわずか15試合の出場にとどまり、10月21日に球団から戦力外通告を受け、現役を引退する意向を示した。

## 選手としての特徴・人物
高校通算28本塁打を記録した長打力と、遠投115メートルの強肩が武器の内野手。
目標とする選手は、栗原健太。
新人7選手の歯科健診で測定した、噛む力を表す咬合力では同世代の平均値である618ニュートンを大幅に上回る1295ニュートン（約129キロ）を記録した。スイングのインパクト時に力が入るため、打者としては咬合力が強い方が良いとされている。

## 詳細情報

### 年度別打撃成績
| 年 度     | 球 団        | 試 合 | 打 席 | 打 数 | 得 点 | 安 打 | 二 塁 打 | 三 塁 打 | 本 塁 打 | 塁 打 | 打 点 | 盗 塁 | 盗 塁 死 | 犠 打 | 犠 飛 | 四 球 | 敬 遠 | 死 球 | 三 振 | 併 殺 打 | 打 率 | 出 塁 率 | 長 打 率 | O P S |
| --------- | ------------ | ----- | ----- | ----- | ----- | ----- | -------- | -------- | -------- | ----- | ----- | ----- | -------- | ----- | ----- | ----- | ----- | ----- | ----- | -------- | ----- | -------- | -------- | ----- |
| 2015      | 広島         | 1     | 3     | 3     | 0     | 0     | 0        | 0        | 0        | 0     | 0     | 0     | 0        | 0     | 0     | 0     | 0     | 0     | 1     | 0        | .000  | .000     | .000     | .000  |
| 2018      | 広島         | 30    | 38    | 36    | 2     | 5     | 0        | 0        | 0        | 5     | 1     | 0     | 0        | 1     | 0     | 1     | 0     | 0     | 11    | 2        | .139  | .162     | .139     | .301  |
| 2019      | ソフトバンク | 15    | 22    | 22    | 4     | 2     | 1        | 0        | 1        | 6     | 1     | 0     | 0        | 0     | 0     | 0     | 0     | 0     | 5     | 0        | .091  | .091     | .273     | .364  |
| 通算：3年 | 通算：3年    | 46    | 63    | 61    | 6     | 7     | 1        | 0        | 1        | 11    | 2     | 0     | 0        | 1     | 0     | 1     | 0     | 0     | 17    | 2        | .115  | .129     | .180     | .309  |

### 年度別守備成績
| 年 度 | 球 団        | 一塁  | 一塁  | 一塁  | 一塁  | 一塁  | 一塁     | 二塁  | 二塁  | 二塁  | 二塁  | 二塁  | 二塁     | 三塁  | 三塁  | 三塁  | 三塁  | 三塁  | 三塁     | 外野  | 外野  | 外野  | 外野  | 外野  | 外野     |
| 年 度 | 球 団        | 試 合 | 刺 殺 | 補 殺 | 失 策 | 併 殺 | 守 備 率 | 試 合 | 刺 殺 | 補 殺 | 失 策 | 併 殺 | 守 備 率 | 試 合 | 刺 殺 | 補 殺 | 失 策 | 併 殺 | 守 備 率 | 試 合 | 刺 殺 | 補 殺 | 失 策 | 併 殺 | 守 備 率 |
| ----- | ------------ | ----- | ----- | ----- | ----- | ----- | -------- | ----- | ----- | ----- | ----- | ----- | -------- | ----- | ----- | ----- | ----- | ----- | -------- | ----- | ----- | ----- | ----- | ----- | -------- |
| 2015  | 広島         | -     | -     | -     | -     | -     | -        | -     | -     | -     | -     | -     | -        | 1     | 0     | 1     | 0     | 0     | 1.000    | -     | -     | -     | -     | -     | -        |
| 2018  | 広島         | 9     | 21    | 1     | 0     | 1     | 1.000    | 1     | 0     | 1     | 0     | 0     | 1.000    | 19    | 8     | 20    | 1     | 4     | .966     | -     | -     | -     | -     | -     | -        |
| 2019  | ソフトバンク | 6     | 15    | 0     | 0     | 2     | 1.000    | 2     | 3     | 6     | 0     | 1     | 1.000    | -     | -     | -     | -     | -     | -        | 2     | 2     | 0     | 0     | 0     | 1.000    |
| 通算  | 通算         | 15    | 36    | 1     | 0     | 3     | 1.000    | 3     | 3     | 7     | 0     | 1     | 1.000    | 20    | 8     | 21    | 1     | 4     | .967     | 2     | 2     | 0     | 0     | 0     | 1.000    |

### 記録
- 初出場・初先発出場：2015年3月28日、対東京ヤクルトスワローズ2回戦（MAZDA Zoom-Zoom スタジアム広島）、7番・三塁手で先発出場
- 初打席：同上、2回裏に石川雅規から左飛
- 初安打：2018年4月13日、対読売ジャイアンツ1回戦（東京ドーム）、9回表にアルキメデス・カミネロから中前安打
- 初打点：2018年5月23日、対読売ジャイアンツ7回戦（ひたちなか市民球場）、1回表に吉川光夫から左前適時打[11]
- 初本塁打：2019年4月21日、対埼玉西武ライオンズ6回戦（メットライフドーム）、9回表に齊藤大将から左越ソロ

### 背番号
- 59 （2013年 - 2018年7月25日）
- 69 （2018年7月25日 - 2019年）

### 登場曲
- 「カーニバル」ケツメイシ（2015年 - 2018年）
- 「あの夏の」 SPICY CHOCOLATE feat. TAK-Z& Baby Kiy. （2018年）
- 「ヒトリノ夜」 ポルノグラフィティ （2019年）